# 中国人民银行云南省分行

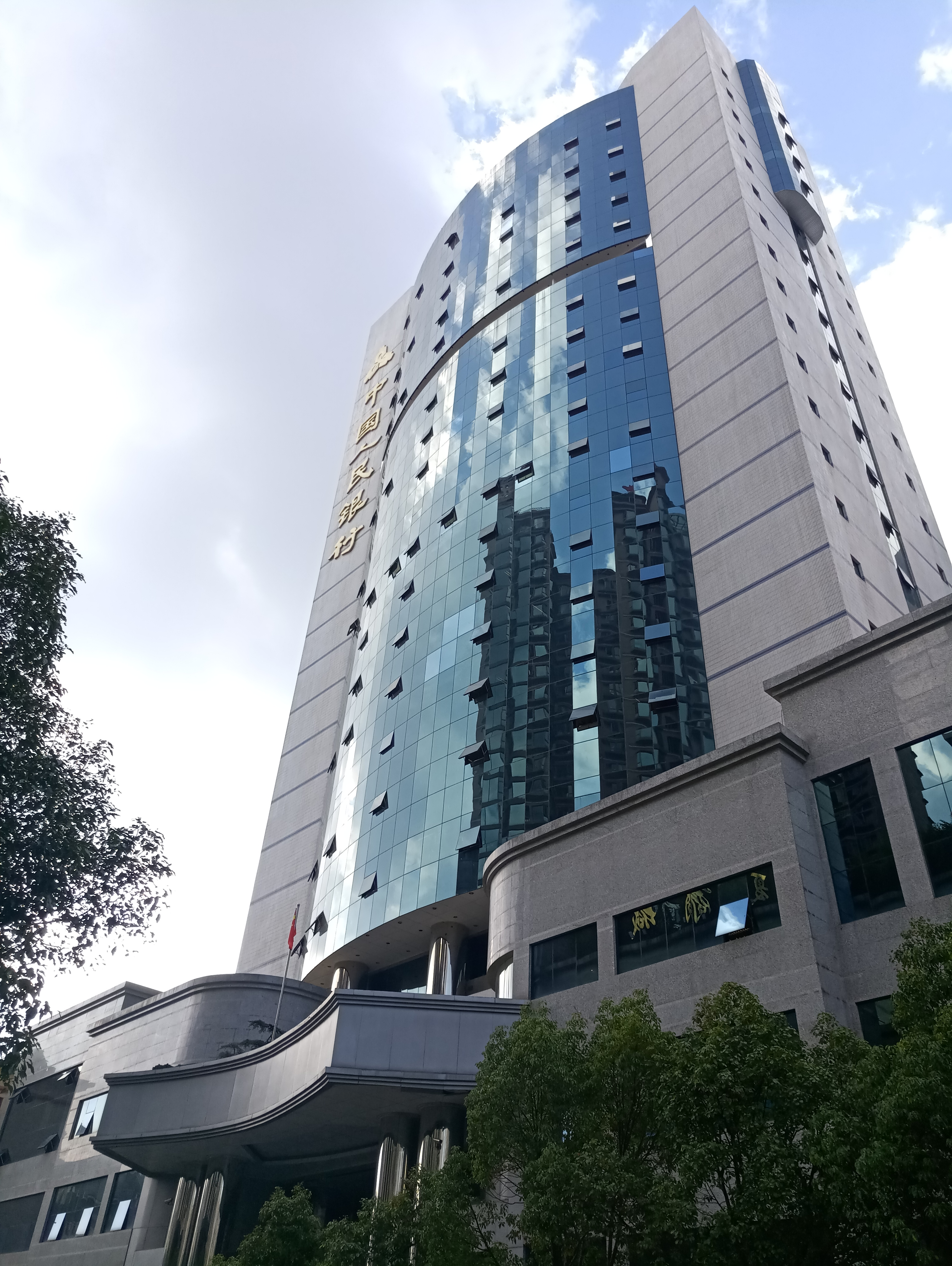
位于昆明市中心威远街的金融大厦，亦为中国人民银行云南分行主楼

中国人民银行云南省分行，是中国人民银行的分支机构，为中国人民银行省级行政区分行之一，与国家外汇管理局云南省分局合署办公，主要负责在云南辖区贯彻落实总行制定的货币政策、维护金融稳定、提供金融服务以及外汇管理工作。

## 历史
1949年12月9日，时任中华民国云南省主席卢汉通电全国，宣布“云南起义”，投向新成立的中华人民共和国政府。其后，中国人民解放军迅速进军云南，陈赓、宋任穷率中国人民解放军第二野战军第4兵团于1950年2月与滇桂黔边纵队在云南省昆明市宜良县会师，中国人民银行总行调拨云南省的人民币资金随二野四兵团队伍在2月20日正式进入昆明。1950年3月5日，西南军区昆明市军事管制委员会成立，下设金融组，负责接收国民政府金融机构。3月7日，李铁亚率人对国民政府在昆明的官办和官商合办的金融机构进行军事接管，并接收相关金融机构内的工作人员。3月8日，中国人民银行云南省分行在昆明市威远街122号成立，归中国人民银行西南区行管辖，李铁亚任行长。1950年3月，昆明市军管会发布了“关于使用人民币及禁用伪币外币的规定”、“关于半开本票之处理规定”、“关于处理银元债权债务之处理办法”，宣布人民币为唯一合法货币:53-54。
云南省分行在建行后，完成了当地人民币市场的构建，并遏制了长期以来的恶性通货膨胀。云南省分行成立后，根据“边接收，边建行”的方针，在云南省各专区筹设分支机构，至1950年底在全省建立129个处、行、所，社会主义金融体系在云南省初步形成。大跃进时期，因受左倾浮夸风影响，云南货币投放失去控制，其后中共中央决定“严格控制货币发行”，人民币发行权被收归中央。文化大革命时期，全国金融机构均收到严重冲击，中国人民银行云南省分行于1969年12月被裁撤，与云南省财政厅合并为云南省财政金融局。
1984年1月1日，中国人民银行正式开始行使中央银行职责，云南省分行开始负责全省的金融调控与监管。1998年10月，中国国务院批准《人民银行省级机构改革实施方案》，根据该方案包括云南省分行在内的全部中国人民银行省级分行撤销，并在9个中心城市设立分行，云南省属成都分行辖区，同时在不设分行的省会城市设立金融监管办事处和省会城市中心支行，对云南省而言既是成立中国人民银行成都分行昆明金融监管办事处及中国人民银行昆明中心支行（简称中国人民银行昆明中支）。昆明金融监管办事处负责对云南省的金融机构实施现场检查，而昆明中心支行除继续履行原市分行职责外，增加承担原省级分行在国库经理、支付清算、现金发行和金融统计等业务中的管理汇总工作。
2023年8月18日，正式更名为中国人民银行云南省分行。

## 机构设置
根据有关规定，中国人民银行云南分行设置下列机构：

### 内设机构
- 办公室
- 货币信贷处
- 金融稳定处
- 调查统计处
- 会计财务处
- 支付结算处
- 科技处
- 货币金银处
- 钞票处理中心
- 国库处
- 内审处
- 人事处
- 金融研究处
- 征信管理处
- 国际收支处
- 经常项目处
- 资本项目处
- 事后监督中心
- 反洗钱处
- 保卫处
- 离退休干部处
- 纪检监察室
- 工会办公室
- 宣传群工部
- 后勤服务中心

### 直属机构
- 营业部

### 直属事业单位
- 清算中心
- 科技培训中心

## 业务

### 外汇管理
中国人民银行云南省分行与国家外汇管理局云南省分局合署办公。云南省分行行长兼任国家外汇管理局云南省分局局长，云南省分行一名副行长任国家外汇管理局云南省分局专职副局长。

### 金融理论研究
1980年，云南省人民银行成立金融研究所、云南省金融学会，1983年成立云南省钱币研究会，积极进行云南省金融史、货币史、金融体制改革等方面的研究与宣传。
云南省钱币研究会成立于1983年12月9日，成立之初为中国钱币学会和云南省金融学会团体会员。后改名为云南省钱币学会。